# Rafael Alsúa
Rafael Alsúa Alonso (Irun, Guipúscoa, 18 d'agost de 1923 - Santander, Cantàbria, 1993) va ser un futbolista i entrenador basc. Jugava en la posició de davanter.

## Trajectòria
Alsúa II va començar jugant a futbol al club de la seva ciutat natal, el Bidasoa Irun, el 1939, després de la Guerra civil espanyola. El 1943 va fitxar pel Reial Madrid de la Primera Divisió, però només hi va jugar 5 partits, i va ser cedit una temporada al Córdoba CF i una altra al Gimnástica Burgalesa. Posteriorment va jugar en diversos equips: València CF, Reial Societat (equip amb el qual va guanyar la Segona Divisió), Racing de Santander (equip amb el qual també va guanyar la Segona Divisió), Reial Oviedo, Real Jaén i Real Unión de Irún, equip on es va retirar.
Alsúa II va ser internacional amb al selecció d'Espanya, i va jugar els 2 partits de la fase classificatòria per a la Copa del Món de 1954, marcant 1 gol.

## Palmarès
- Segona Divisió (2): 1948-49 (Real Sociedad), 1949-50 (Racing de Santander)